# Iglesia de Santa Teresa (Gibraltar)
La Iglesia de Santa Teresa (en inglés: St. Theresa's Church) es una iglesia católica en Gibraltar. Se encuentra en el noreste de Gibraltar, a lo largo del camino a la "torre del Diablo".
Los ex sacerdotes de la iglesia incluyen a Bernard Devlin que llegó a ser el obispo católico de Gibraltar. El Gobierno de Gibraltar propuso cambiar el nombre de la calle, como obispo Devlin Lane, pero el nombre camino a la torre del Diablo aún se conserva. La primera piedra de la nueva iglesia fue colocada en 1992 por el obispo Devlin. Santa Teresa se había convertido oficialmente en parroquia en 1974, cuando Devlin se convirtió en sacerdote de la parroquia. Sin embargo, la Misa ha sido celebrada por "feligreses" desde el fin de la Segunda Guerra Mundial.